# Viktor Ajtay
Viktor Ajtay, sovint escrit Victor Aitay; nom original: Viktor Adler (Budapest, 14 d'abril de 1921 - Highland Park, Illinois, 24 de juliol de 2012) fou un violinista, director i concertista nord-americà d'origen hongarès.

## Biografia
Va rebre el seu primer violí del seu pare als cinc anys. Des de l'any següent, va ser alumne d'Oszkár Studer en l'Acadèmia de Música Ferenc Liszt, i el seu mestre en música de cambra va ser Leó Weiner.
"Leó Weiner va ser el meu professor més important, el meu company d'escacs cada nit al cafè Edison i, finalment, el meu amic. Sense ell, no hauria pogut realitzar la meva carrera."
L'inici de la seva carrera va coincidir amb la primera i la segona lleis antijueves. Va poder debutar en un dels concerts de Vilmos Komor amb el concert per a violí de Glazunov, a partir del qual una agència artística suïssa li va fer una oferta, però a causa de l'esclat de la Segona Guerra Mundial, això no es va materialitzar. Després d'aquest inici i sota les condicions discriminatòries de l'Hongria de l'època, només va poder actuar en el marc de l'activitat artística d'OMIKE (l'Associació Nacional d'Educació Juevohongaresa, activa entre el 1910 i el 1944) al Teatre Goldmark, davant d'un públic jueu. També va tocar a les vetllades de cambra i va fundar un quartet de corda amb György Trietsch i László Horváth (es desconeix el quart membre).
El temps que va passar a l'OMIKE es va acabar quan el van reclutar al servei laboral (treballs forçats d'homes jueus per a l'exèrcit hongarès, principalment al front oriental d'Ucraïna, d'on el 90 per cent no va tornar mai); va ser enviat de campament en campament, s'escapà diverses vegades, i sembla que la seva vida es va salvar gràcies al fet que en la seva última fugida el seu cas va parar davant un jutge amant de la música. Amb l'ajuda de Raoul Wallenberg, el van posar en una casa que estava sota el patrocini suec. Va perdre tota la seva família en l'holocaust dels jueus hongaresos.
Després de l'alliberament, va formar el seu primer quartet de corda amb János Starker. El novembre de 1945 es va casar amb Éva Kellner (1924–2008), que havia tornat d'Auschwitz. El juny de 1946, amb una carta de recomanació de Leo Weiner, van marxar cap a la seva emigració. Van sortir de Bremen el 5 de juliol i van arribar a Nova York després d'un viatge de deu dies.
Ajtay va ser contractat per primera vegada per Reiner Frigyes, que dirigia l'Orquestra Simfònica de Pittsburgh en aquell moment. El 1948, juntament amb Reiner, van abandonar l'orquestra, Ajtay es va convertir en membre de l'Orquestra de l'Òpera Metropolitana, i a partir de 1952 va ser concertista associat. El 1954, el va tornar a cridar Reiner Frigyes, que en aquell moment ja era al capdavant de l'Orquestra Simfònica de Chicago. Aquest va ser l'inici de la carrera sense precedents d'Ajtay amb una sola banda.
Aquí va ser primer "ajudant" de concertino, després Jean Martinon, que va assumir la direcció el 1965, el va nomenar novament com a "associat", però a partir de 1967 ja era primer concertista. També va mantenir aquest càrrec durant l'era de Georg Solti, fins al 1986, després del qual va exercir de concertista honorari fins a la seva jubilació definitiva el 2003.
A la dècada de 1950, va fer enregistraments de música de cambra amb altres músics coneguts de Budapest per a Period Records. El 1981, va tocar el concert juvenil per a violí de Béla Bartók dirigit per Georg Solti.
Va ser professor a la facultat de música de la Universitat DePaul de Chicago. La "Lake Forest Symphony" es va convertir en una orquestra professional sota el seu lideratge. Va ser director del "Chicago Symphony String Quartet".
A Chicago, va tocar un "Baron von der Leyen" Stradivarius de 1715 propietat de la banda.

## Tasca pedagògica
- Instrucció clínica de cordes. Sistema de pràctica individual (amb János Starker, cap al 1965)

## Literatura
- "When they came to take my father". Voices of the Holocaust. ("Quan van venir a detenir el meu pare. Veus de l'Holocaust"). Nova York, 1996. Arcade Pub. ISBN 1559703059 (moltes altres edicions dels EUA i del Regne Unit)